# 鬼面山谷五郎
鬼面山 谷五郎（きめんざん たにごろう、1826年（文政9年） - 1871年9月7日（明治4年7月23日））は、美濃国鷲巣村（現・岐阜県養老町）出身で武隈部屋に所属した大相撲力士。第13代横綱（明治最初の横綱）。本名は田中 新一（たなか しんいち）。

## 来歴
1826年に、美濃国鷲巣村（現：岐阜県養老町）で農家を営む家に生まれる。石を運ぶ人足として奉公に出ているうちに力量が増し、武隈部屋に入門した。1852年2月場所で濱碇の四股名で初土俵を踏むと、1853年2月場所で弥高山へ改名、1857年1月場所で新入幕を果たし、「鬼面山 谷五郎」に改名した。この頃に徳島藩の抱え力士として、陣幕久五郎・大鳴戸灘右衛門・虹ヶ嶽杣右衛門と共に「阿波の四天王」と称された。しかし、その後に陣幕が松江藩、薩摩藩の順に鞍替えしたため、1867年4月場所7日目の対陣幕久五郎戦は「遺恨試合」のような様相を呈した（陣幕久五郎を参照）。また、1865年11月場所3日目に前頭・両國梶之助（伊勢ヶ濱）との取組が行われたが、仕切り直しが二時間ほど続いた後に痛み分けとなる事態が発生した（後に「仕切り返し」と呼ばれる大一番）。
1869年2月場所で吉田司家から明治時代で最初となる横綱免許が授与されたが、既に43歳と高齢で、これは歴代横綱の中で2019年現在でも最高齢である。そのせいか横綱としては長く土俵を務められず、1870年11月場所限りで現役を引退した。横綱の特権として一代年寄「鬼面山谷五郎」が贈られるも、引退から1年も経たない1871年9月7日（明治4年7月23日）に死去、46歳没。墓は埼玉県狭山市の徳林寺に墓所（子孫は武隈家を称する）があるほか、出身地である養老町鷲巣に鬼面山谷五郎生誕地を示す碑が建立されている。

## エピソード
- 温厚な人柄で、風貌には古武士の風格を漂わせていたと伝わる。「敗戦が怖くて仕掛けないのは常道ではない」というのが信条だったため、取り零しもあったが「勝負は時の運」として意に介さなかった。女性を近付けず酒は呑まずと伝わるが、妻子持ちだったと記録されている。稽古上がりにアサリを二百文買ってはちゃんこをするのが何よりの楽しみだったという。
- 右上の写真では綱を締めた姿で両腕を広げ、太刀持ちも従えている。これが横綱土俵入りのせり上がりの姿を再現したものならば、少なくとも現在でいう「不知火型」となり、向かって左側にいる不知火光右衛門が現在の「雲龍型」の構えを示している。太刀山峯右エ門（現在の「不知火型」）の伝記にも「鬼面山の式に拠れる土俵入を為し」と記されている上、太刀山本人も「雲龍の型」と発言しており、この写真は現在の「雲龍型」「不知火型」の呼称が逆転していることを示すものとされる。

## 主な成績
- 通算幕内成績：143勝24敗16分8預63休　勝率.856
- 幕内在位：27場所
- 優勝相当成績：7回

### 場所別成績
江戸相撲の本場所のみを示す。
| 1852年 | 東幕下20枚目 –          | 東幕下14枚目 –        |
| 1853年 | 東幕下11枚目 –          | 東幕下10枚目 –        |
| 1854年 | 東幕下11枚目 –          | 東幕下11枚目 –        |
| 1855年 | 東幕下11枚目 – 興行中止 | x                     |
| 1856年 | 東幕下11枚目 –          | 東幕下筆頭 6–3–1      |
| 1857年 | 東前頭7枚目 4–3–1       | 東前頭4枚目 6–2–2     |
| 1858年 | 東前頭2枚目 8–0–2       | 東前頭筆頭 – 興行中止 |
| 1859年 | 東小結 8–0–1 1預        | 東小結 6–2–2          |
| 1860年 | 東小結 8–1–1            | 東小結 6–0–1          |
| 1861年 | 東小結 3–1–5 1預        | 東小結 6–1–3          |
| 1862年 | 東小結 6–1–2 1分        | 東関脇 6–3–1          |
| 1863年 | 東関脇 7–0–1 1分1預     | 東関脇 7–0 2分        |
| 1864年 | 東関脇 5–0–3 2分        | 東関脇 5–3–2          |
| 1865年 | 東関脇 5–2–2 1預        | 東大関 4–0–2 3分1預   |
| 1866年 | 東大関 7–0–1 1分1預     | 番付非掲載 不出場     |
| 1867年 | 東張出小結 5–0–1 3分1預 | 東張出小結 4–0–5 1分  |
| 1868年 （明治元年） | 西大関 1–2–6 1預        | 西大関 9–0–1          |
| 1869年 （明治2年） | 西大関 7–2–1            | 西大関 6–0–2 2分      |
| 1870年 （明治3年） | 西大関 4–1–5            | 西大関 引退 0–0–10    |
| 各欄の数字は、「勝ち-負け-休場」を示す。 優勝 引退 休場 十両 幕下 三賞：敢=敢闘賞、殊=殊勲賞、技=技能賞 その他：★=金星 番付階級：幕内 - 十両 - 幕下 - 三段目 - 序二段 - 序ノ口 幕内序列：横綱 - 大関 - 関脇 - 小結 - 前頭（「#数字」は各位内の序列） |                         |                       |